# Руліковські

варіант гербу Кораб

Руліковські — польський шляхетський і зем'янський рід. О. Каспер Несецький ТІ у своїй праці 1740 року вказував, що Руліковські, представлені у Белзькому воєводстві, мали герб Наленч. «Генеалогія нащадків Сейму великого» вказує, що герб роду — Кораб.

## Представники
- NN — підчаший белзький, дружина — Теофіля Курдвановська, донька галицького підстолія

- Ян (1805—1877) — учасник повстання 1831 року, дідич маєтку в селі Угринів (Сокальський район), дружина — Зофія Суффчинська, сестра письменника Каєтана
  - Юзеф (1838—1863) — учасник повстання 1863 року, син Яна, ад'ютант Лешека Вісьньовського[1]

- Ігнацій[2] — ловчий холмський, дружина — Маріанна з Ґалензовських
  - Людвік (1784—1872) — зем'янин, суддя «покою», посол сейму Королівства Польського, філантроп, перша дружина — Бриґіда з Жевуських (розлучилися)
    - Северин (син Бриґіди)

  - Юзеф Казімеж Антоній (1780-бл. 1860[3])[4] — маршалок Васильківського повіту, дружина — Софія Борейко
    - Вацлав[5]
    - Едвард

- Едвард, дружина — Стефанія зі Службовських
  - Мечислав Людвік Анджей (1881—1951) — книгознавець, історик театру[6]